# Kil (water)
Het woord kil of kiel is een toponiem dat duidt op een watergeul. Het woord stamt af van kille, dat kreek betekent.
Het toponiem vinden we terug in geografische namen als Dordtsche Kil, de Kil van Hurwenen, de Bakkerskil, de Grote en Kleine Kil en de Bruine Kil in de Biesbosch. Ook de plaatsnaam Sluiskil bevat dit toponiem.
Ook de Antwerpse wijk Kiel en de Duitse stad Kiel verwijzen naar een kil. Ook de plaatsnaam Kieldrecht bevat dit toponiem.
Ook in de Verenigde Staten komt het toponiem voor, en wel onder meer als Schuylkill River ('verscholen kreek') in Philadelphia in Pennsylvania die naar Nieuw-Zweden verwijst en Kill Van Kull en Arthur Kill, allebei zeestraten die Staten Island van New Jersey scheiden.
In het voormalige Nieuw-Nederland, tegenwoordig de staten New York en New Jersey, met name rond Albany en Schenectady, komen veel uit de zeventiende eeuw stammende Nederlandse plaatsnamen voor. Een groot aantal zijn door de kolonisten naar een bijbehorende 'kille' genoemd, bijvoorbeeld Bushkill, Cresskill, Cobleskill, Fishkill, Kaaterskill, Krums Kill, Normanskill, Peekskill, Plattekill, Poestenkill, Schuylkill, Vromans Kill, Wallkill, West Kill en Wynanstkill.
Ook zijn er dergelijke namen van streken, zoals de Fishkill Plains, de Catskill Mountains en het Plotter Kill Nature Reserve, genoemd naar de Plotter Kill, die erdoorheen stroomt.